# لنز پیلنگ
لنز پیلنگ (به انگلیسی: Peleng lens) نام لنز دوربین عکاسی از نوع چشم‌ماهی است که توسط شرکت بلومو تولید می‌شود. فاصلهٔ کانونی این لنز ۸ میلی‌متر و ضریب اف آن اف ۳٫۵ تا اف ۱۶ است. این لنز در ۲۰۰۹ میلادی تولید و عرضه شده‌است.